# Bogoria Skotnicka
Bogoria Skotnicka – wieś w Polsce położona w województwie świętokrzyskim, w powiecie sandomierskim, w gminie Samborzec.
| SIMC    | Nazwa   | Rodzaj    |
| ------- | ------- | --------- |
| 0806654 | Bałkany | część wsi |
| 0806660 | Dąbrowa | część wsi |
| 0806677 | Dołki   | część wsi |

Miejscowa ludność katolicka przynależy do Parafii św. Jana Chrzciciela w Skotnikach.
W latach 1975–1998 miejscowość administracyjnie należała do województwa tarnobrzeskiego.

## Położenie
Miejscowość Bogoria Skotnicka jest jedną z 28 wsi należących do gminy Samborzec. Położona jest nad rzeką Wisłą od południowej strony, po stronie północnej zaś znajduje się jezioro Bogoryjskie. Od zachodu sąsiaduje ze wsią Skotniki, a ze wschodu z Ostrołęką. Wieś usytuowana jest w znacznej części wzdłuż drogi powiatowej, biegnącej od Sandomierza ze wschodu na zachód, w pobliżu wału wiślanego. Pozostała część wsi znajduje się przy drodze gminnej równoległej do drogi powiatowej biegnącej w kierunku Skotnik, oraz przy drodze gminnej prowadzącej na północny wschód tzw. „Bałkany” do lasku „Ociercin” oraz jeziora Bogoryjskiego.

## Historia
Nazwa Bogoria nadana była rycerskiemu rodowi Bogoriów, jako pierwszemu sławnemu rycerzowi – Mikołajowi Bogorii. Jan Długosz pisał o nim w kronikach jako o fundatorze opactwa Cystersów w Koprzywnicy w roku 1185. Kroniki mówią też o księżnej Marii, żonie Bolesława Kędzierzawego, jako wcześniejszej właścicielce tych okolic. Po objęciu Sandomierszczyzny we władanie Kazimierza II Sprawiedliwego, osadę Bogorię wraz z okolicznymi osadami od roku 1167 otrzymuje Mikołaj Bogoria. Był on promotorem kultu Św. Floriana i kierunków jego ekspansji na wschód, czyli Ruś. Comes Mikołaj Bogoria to jedyny rycerski fundator opactwa cysterskiego w księstwie sandomierskim.

## Dawne części wsi – obiekty fizjograficzne
W latach 70. XX wieku przyporządkowano i opracowano spis lokalnych części integralnych dla Bogorii Skotnickiej zawarty w tabeli 1.

| Nazwa wsi – miasta    | Nazwy części wsi – miasta | Nazwy obiektów fizjograficznych – charakter obiektu |
| --------------------- | --- | --- |
| I. Gromada SAMBORZEC  | | |
| 1. Bogoryja Skotnicka | 1. Bałkany 2. Bogoryja Ostrołęcka 3. Bogoryja Skotnicka A 4. Bogoryja Skotnica B 5. Bogoryja Zajezierska 6. Dąbrowa 7. Dołki 8. Klębin 9. Matnia 10. Ociercin 11. Podwale | 1. Bałkany – pole 2. Błota – pole 3. Dąbrowa – pole 4. Dębowe – pole 5. Dołki – pole 6. Górki – pole 7. Kępa – krzaki 8. Klębin – pole 9. Kopanina – pole 10. Krzywda – pole 11. Ociercin – drzewa, pole 12. Półanki – pole 13. Przyłanie – pole 14. Samborzanka – dawna rzeczka 15. Soszyce – pole, stawy 16. Za Wałem – pastwisko 17. Zawierzbie – pastwisko |